# Zorgho
Zorgho es una ciudad de la provincia de Ganzourgou, en la región Plateau-Central, Burkina Faso. A 9 de diciembre de 2006 tenía una población censada de 20 462 habitantes.
Se encuentra ubicada en el centro del país, cerca del río Volta y de la capital del país, Uagadugú. 